# Furacão San Roque de 1893
O furacão San Roque foi um ciclone tropical destrutivo em agosto de 1893 que afetou principalmente Porto Rico, o leste da Nova Inglaterra e o Canadá Atlântico. Seu nome informal em Porto Rico vem da festa de São Roque, ou San Roque em espanhol, que coincidiu com a chegada do furacão naquela ilha. Foi o terceiro furacão conhecido da temporada de furacões no oceano Atlântico de 183. O sistema foi observado pela primeira vez em 13 de agosto em baixas latitudes a leste das Pequenas Antilhas. Tornou-se um furacão poderoso e lento no Mar do Caribe e, em 17 de agosto, atingiu Porto Rico na equivalência da Categoria 3 na escala atual de Saffir-Simpson. O olho cruzou a ilha de sudeste a noroeste em cerca de sete horas. Um período prolongado de ventos fortes causou destruição generalizada na ilha, principalmente ao longo da costa norte. Um grande número de casas sofreu vários graus de danos, com barracos frágeis pertencentes a trabalhadores pobres se saindo pior; muitas famílias ficaram desabrigadas e quatro pessoas foram mortas. As comunicações telegráficas foram interrompidas em toda a ilha. Além dos ventos intensos, vários dias de fortes chuvas em setores do interior provocaram extensas inundações nos rios. Os efeitos combinados da chuva e do vento destruíram campos de plantações, principalmente café e cana-de-açúcar.
Em 19 de agosto, o furacão começou a virar para nordeste, acelerar e enfraquecer gradualmente. Embora seu centro permanecesse longe dos Estados Unidos, chuvas fortes e ventos fortes espalharam a costa leste do país em 20 e 21 de agosto. Eastern New England experimentou condições semelhante a um particularmente ruim nor'easter, com ventos tão alto quanto 116 km/h (72 mph) registado em Block Island. Em Rhode Island e Massachusetts, as safras de grãos foram achatadas e os pomares foram privados de seus frutos. O iate de corridaVolunteer foi seriamente danificado e uma escuna de pesca afundou em Nantucket ; apenas um dos sete membros da tripulação conseguiu sobreviver agarrando-se aos escombros por 33 horas. Mais tarde naquele dia, o ciclone agora em movimento rápido atingiu a Nova Escócia. Danos nos fios da rede elétrica em Halifax cortaram os serviços de energia e comunicações e uma criança foi morta por um fio elétrico derrubado. A tempestade devastou navios e barcos em todo o Canadá Atlântico, tornando-se "uma das tempestades marinhas mais notórias da história da Nova Escócia". A maior tragédia marítima foi o naufrágio do navio a vapor Dorcas e sua barcaça, Etta Stewart, que atingiu um banco de areia rochoso enquanto navegava a leste de Halifax. Dorcas virou e foi empurrada para a praia, enquanto a barcaça quebrou na arrebentação. Todos os tripulantes e passageiros das duas embarcações, totalizando 24 pessoas, morreram. Mais duas pessoas morreram quando seu barco afundou em Trinity Bay, em Newfoundland, causando um total de 37 vítimas fatais.

## História meteorológica
Devido às escassas observações meteorológicas, pouco se sabe sobre a história inicial do Furacão San Roque. De acordo com relatos contemporâneos, é mais provável que tenha se originado na Zona de Convergência Intertropical ao largo da costa norte da América do Sul. No banco de dados de furacões do Atlântico, sua formação como tempestade tropical é registada no dia 13 de agosto, correspondendo à primeira observação do sistema, cerca de 1,170 km (730 mi) leste de Trinidad e Tobago. Ele cruzou o arco da ilha das Pequenas Antilhas em 15 de agosto, passando entre Dominica e Guadalupe. O ciclone se intensificou em direção ao noroeste e às 18:00 UTC de 16 de agosto, estava centrado muito perto de St. Croix. Ao receber o primeiro relatório da tempestade de Saint Thomas, o US Weather Bureau emitiu um boletim especial retransmitindo a posição atual do furacão, prevendo sua recorrência em 21 de agosto e aconselhando os interesses marítimos a tomar as precauções necessárias.  Às 00:00 UTC de 17 de agosto, o ciclone atingiu a costa perto de Patillas, Porto Rico, como o equivalente a um grande furacão de categoria 3 na escala atual de Saffir-Simpson. Os esforços de reanálise modernos estimaram a intensidade no landfall por meio da gravidade dos danos causados pelo vento em Porto Rico, o que foi consistente com F2 na escala Fujita. O olho foi marcado por um período de extrema calmaria ao cruzar a ilha de tal forma que, durante sua passagem, algumas pessoas acreditaram que a tempestade havia acabado. Em San Juan, ao norte do caminho central, a pressão barométrica caiu para 987.8 mbar (29.17 inHg).  Aproximadamente sete horas após o desembarque, o centro saiu de Porto Rico entre Isabela e Quebradillas.
Em 18 de agosto, estações meteorológicas ao longo da costa atlântica do sudeste dos Estados Unidos começaram a registar a influência distante do furacão. Passou por cima ou perto das Ilhas Turks e Caicos. Embora situado a nordeste das Bahamas em 19 de agosto, o furacão começou sua recorrência para o norte e, finalmente, para o nordeste. No final de 20 de agosto e no dia seguinte, vendavais e fortes chuvas se espalharam pelas costas do Atlântico Médio e Nordeste. O furacão enfraqueceu à medida que ganhou latitude e no início de 21 de agosto, passou aproximadamente 298 km (185 mi) leste do Cabo Hatteras. Mais tarde naquele dia, a tempestade acelerada passou em 240 km (150 mi) de Nantucket. Às 00:00 UTC do dia 22 de agosto, foi um dos quatro furacões ativos no Oceano Atlântico e o primeiro de três a atingir a Costa Leste dos Estados Unidos em um período de oito dias; O furacão quatro atingirá o oeste de Long Island em 24 de agosto , e o furacão seis devastou as ilhas do mar em 28 de agosto antes de se mover para o norte ao longo da costa leste.
Embora alguns pesquisadores modernos tenham catalogado o sistema como um furacão em sua aproximação final à Nova Escócia, o projeto oficial de reanálise do furacão no Atlântico não encontrou evidências conclusivas de ventos com força de furacão no Canadá. Nas primeiras horas da manhã de 22 de agosto, a tempestade atingiu a Nova Escócia via St. Margarets Bay, como um ciclone extratropical. Seu caminho para o nordeste colocava a grande Halifax no tipicamente intenso quadrante frontal direito do centro da tempestade; isso não se repetiria até o furacão Juan em 2003. Depois de cruzar rapidamente a Nova Escócia, o sistema extratropical impactou a ilha de Newfoundland. Seus remanescentes continuaram para o leste no Atlântico Norte por mais alguns dias; seu curso documentado termina em 25 de agosto.

## Impacto
A intensificação do furacão trouxe condições tempestuosas para as Pequenas Antilhas, da Martinica às Ilhas Virgens. Em Saint Thomas, barcos e docas foram danificados, árvores foram derrubadas e casas foram destruídas.

### Porto Rico
Pela primeira vez na história de Porto Rico, bandeiras de alerta foram usadas para alertar o público sobre a aproximação do furacão. As autoridades em San Juan içaram bandeiras vermelhas de advertência pela primeira vez no meio da manhã de 16 de agosto, atualizadas três horas depois para sinais amarelos e azuis mais urgentes e, finalmente, para bandeiras pretas para marcar o ataque do ciclone. No meio da tarde, o porto de San Juan foi fechado; embora tenham sido dadas ordens para evacuar os navios do porto, o curto prazo e a falta de rebocadores disponíveis fizeram com que alguns navios tivessem que enfrentar a tempestade fundeados, expostos aos elementos. Os navios nas docas deveriam ser descarregados de sua carga. Quando a gravidade do furacão ficou clara, as autoridades locais garantiram que as amarras fossem seguras e orquestraram o posicionamento dos navios para minimizar o risco de colisões. Os serviços de ônibus e bonde foram suspensos à medida que as condições pioraram, deixando muitos residentes impossibilitados de chegar às suas casas durante a noite.
Na noite de 16 a 17 de agosto, ventos de 89 km/h (55 mph) e 80 km/h (50 mph) foram registados em San Juan e Mayagüez, respectivamente, antes que ambos os anemômetros de registo fossem destruídos. Foi a longa duração da tempestade, e não apenas sua intensidade, que a tornou tão destrutiva. A costa norte foi a que mais sofreu com a tempestade que devastou as plantações, a infraestrutura do telégrafo e os edifícios de qualidade variada. Barracos e cabanas mal construídas, residências de trabalhadores empobrecidos, tiveram o pior desempenho. Em Camuy, a tempestade destruiu até 20 casas, derrubou árvores e provocou dois pequenos incêndios; depois disso, o prefeito nomeou uma comissão especial para facilitar a transferência de fundos de ajuda às vítimas da tempestade. Muitas das famílias desabrigadas receberam doações de vizinhos para ajudar a cobrir despesas básicas. Os ventos abriram muitas cabanas perto da costa de Arecibo, forçando seus residentes a fugir para se proteger, e derrubaram cercas de madeira e tijolo. A estação telegráfica local ficou inoperante, retardando a propagação inicial dos relatórios de danos.  Tanto a cidade quanto as áreas rurais periféricas de Manatí sofreram danos generalizados, com dezenas de telhados de palha explodidos e algumas casas inabitáveis. O porão de uma colecturía, ou celeiro do dízimo, foi fornecido como abrigo temporário para as vítimas da tempestade pobres e feridas. Inúmeras pessoas em Hatillo ficaram desabrigadas, e relatos descrevem árvores sendo sopradas para longe de onde antes estavam.  Graves danos se abateram sobre Vega Baja, com pelo menos 28 casas destruídas e muitas bananeiras, coqueiros e outras árvores frutíferas derrubadas. Oito casas foram destruídas em Isabela, e uma família precisou ser resgatada depois que sua casa foi destruída sob o telhado deslocado de um prédio adjacente. Muitas famílias pobres ficaram sem teto; alguns receberam abrigo em casas de funcionários do governo local e da Guarda Civil.  O átrio de uma igreja na cidade foi destruído.
Muitas outras cabanas de camponeses foram destruídas em Bayamón, junto com os telhados de estruturas mais substanciais. Todos os fios e postes telegráficos da comunidade foram destruídos. Sete ou oito casas foram destruídas em Trujillo Alto. Os efeitos foram menos graves do que temidos em Utuado, embora as plantações de banana tenham sofrido. Em Dorado, várias casas foram danificadas e seis foram destruídas, seus residentes forçados a buscar abrigo em prédios do governo.  A tempestade não foi tão forte em San Juan quanto em outras cidades, embora a destruição continuasse generalizada. Um hospital foi seriamente danificado, com o telhado da maternidade destruído. Madeiras e telhas de metal foram sopradas para uma grande distância da estrutura e os pacientes tiveram que ser transferidos para um hospital militar próximo. Outro hospital na Puerta de Tierra subbarrio também não foi construído. Com os fios telegráficos caídos em todas as direções, San Juan inicialmente não teve contato com o resto da ilha. Muitos lampiões a gás foram quebrados. Palmeiras e árvores frutíferas foram arrancadas por toda a cidade, enquanto cercas e toldos de jardins foram derrubados. Muitas casas, cabanas, empresas e instalações públicas em torno de San Juan sofreram vários graus de danos estruturais.  Várias casas na cidade vizinha de Cataño foram demolidas.
Chuvas fortes duraram de dois a três dias em alguns locais. San Juan registou 60 mm (2.36 in) de precipitação. Mais para o interior, os rios transbordaram de suas margens com as chuvas torrenciais, inundando grandes extensões de terreno plano. Entre os principais rios inundados estão o Río Grande de Arecibo, o Río Grande de Manatí e Santiago. As enchentes arruinaram colheitas de plantações como arroz, milho e cana-de-açúcar.  Um agricultor em Humacao, perto da costa leste, relatou a perda de cerca de 32 ha (80 acres) de canaviais. O bairro da Marina em Gurabo teve que ser evacuado devido à enchente do rio. O prefeito da cidade iniciou uma campanha de doações para famílias pobres. Um trabalhador de uma fazenda morreu e seu enterro foi adiado até que as enchentes no cemitério local diminuíram.  Muitas ferrovias e vias públicas, incluindo a estrada entre Cataño e Bayamón, ficaram intransitáveis tanto por árvores caídas quanto por inundações profundas.  Com as rotas de correio bloqueadas e as comunicações telegráficas cortadas, toda a extensão da destruição demorou a ser revelada. No dia seguinte à tempestade, os trabalhadores começaram a limpar as ferrovias e restabelecer as comunicações.
Vários navios foram destruídos e outros ficaram encalhados na praia. A escuna Enriqueta se soltou e bateu em um píer; o saveiro Tomasito aterrou, esmagando a quilha ; e outro saveiro, o Maria Artau, desembarcou em Palo Seco, com todas as mãos salvas por outra tripulação. Em Arecibo, a escuna britânica Robbie Godfrey soltou-se de suas amarras no porto enquanto era carregada com açúcar. O navio encalhou e destruiu, junto com sua carga, mas todas as mãos conseguiram chegar à costa com o auxílio das brigadas de resgate. Um tripulante foi hospitalizado devido a um ferimento no braço.  A escuna Martiniguesi, carregada de gado a caminho da Martinica, desembarcou em Maunabo, com um tripulante e várias cabeças de gado mortos. O saveiro Pepito se perdeu em Cataño.  Os banhos de mar ao longo da costa foram destruídos.
Entre todas as perdas agrícolas, a da safra de café do ano foi a mais significativa. As perdas com a colheita do café somente em Lares foram estimadas em 500.000 pesos porto-riquenhos. Em algumas localidades, apenas as colheitas em vales protegidos sobreviveram. Quase 60% da colheita de café foi perdida para a tempestade em Comerío. A tempestade foi localmente conhecida como "San Roque", pois começou no dia da festa de São Roque, conhecido como San Roque em espanhol. Foi um dos últimos ciclones tropicais significativos a afetar Porto Rico antes de a ilha cair sob o domínio dos Estados Unidos em 1898. Alguns relatos contemporâneos fizeram comparações com o devastador furacão San Felipe de 1876.  O furacão causou quatro mortes conhecidas em Porto Rico.

### Estados Unidos

O iate de corrida Volunteer foi seriamente danificado pela tempestade em Massachusetts

Na periferia oeste do furacão, partes da Flórida experimentaram rajadas de vento que atingiram 56 km/h (35 mph) em Key West e 61 km/h (38 mph) em Júpiter, em 20 de agosto. Uma passagem mais próxima pela Nova Inglaterra no dia seguinte resultou em condições severas do tipo Nor'easter, com ventos de pico em 116 km/h (72 mph) em Block Island e 84 km/h (52 mph) em Nantucket. Em Woods Hole, Massachusetts, chega a 97 km/h (60 mph) foram relatados. Ventos com força de tempestade tropical se estenderam do norte até Eastport. O Hartford Courant descreveu o furacão "a tempestade de agosto mais severa conhecida em muitos anos" em Chatham ; em Oak Bluffs (então chamada de Cottage City) em Martha's Vineyard, era "sem precedentes durante a temporada de verão", de acordo com o The Boston Globe. O US Weather Bureau previu mau tempo por vários dias, e sinais de alerta foram emitidos ao longo da costa 24 horas antes do início. Consequentemente, os interesses marítimos geralmente suportaram a tempestade sem grandes perdas.
Por todo Cape Cod e as ilhas, árvores, cercas e fios elétricos foram derrubados. As macieiras e pereiras perderam seus frutos e as hortaliças sofreram. As enchentes inundaram as ruas e os porões enquanto a chuva forte forçava o seu caminho dentro das paredes voltadas para o leste. Muitas estradas estavam cheias de ramos quebrados de grandes árvores; algumas árvores e arbustos menores foram totalmente arrancados. Parte da ferrovia de Nantucket foi destruída em Tom Nevers Head e os cais da ilha sofreram pequenos danos. No meio da manhã de 21 de agosto, a escuna de pesca Mary Lizzie, sediada em Portland, Maine, afundou em mar agitado ao largo de Nantucket. Seis dos sete membros da tripulação morreram afogados. O único sobrevivente segurou os destroços flutuantes por 33 horas até ser resgatado por um navio a vapor que passava. O iate de corrida Volunteer, vencedor da America's Cup de 1887, se libertou de seu ancoradouro e foi jogado nas rochas perto da entrada do porto de Hadley, na ilha de Naushon, Massachusetts. O mar agitado atingiu o navio, quebrando grande parte de seu convés e inundando o casco. Depois de uma tentativa malsucedida de outro iate para resgatar o Voluntário com a tempestade ainda forte, um rebocador foi capaz de desalojar a embarcação atingida e rebocá-la para um cais próximo.   A tempestade desativou vários navios em torno de Martha's Vineyard, incluindo as escunas Sarah Louise e Clara Jane, ambas danificadas, e o saveiro Cassie, deixado encalhado na costa. Vários outros navios de pesca perderam suas âncoras, velas ou barcos de pesca de cerco. O caos marítimo estendeu-se para oeste até Sandy Hook, em Nova Jérsia, onde um iate naufragou.
O presidente Grover Cleveland abrigou-se na sua casa de verão em Gray Gables durante a tempestade. Seu iate foi por pouco salvo de ser levado para a costa. As chuvas em Boston começaram no final da noite de 20 de agosto e continuaram até a tarde seguinte, totalizando 42 mm (1.65 in) ; o Rio Charles violado suas margens, inundando o Cambridgeport bairro de Cambridge até 0.91 m (3 ft) profundo. Em Nantasket Beach, na cidade de Hull, ondas imensas atraíram multidões de curiosos, fotógrafos e artistas antes que a ação do surfe começasse a danificar calçadões e cabines de jogos de carnaval. As estradas em Plymouth estavam repletas de ramos de árvores quebrados e várias embarcações de recreio em Plymouth Harbor foram destruídas.
Grandes danos às safras de grãos também afetaram o estado vizinho de Rhode Island. Dois marinheiros foram resgatados depois que seu barco virou em Newport Harbor. Uma escuna de pesca flutuou no mar com a sua tripulação a bordo; foi finalmente resgatado por um rebocador ao sul do Brenton Reef Light. Numerosos navios enfrentaram a tempestade no abrigo da Ilha Holandesa na Passagem Oeste da Baía de Narragansett, sendo "lançados como conchas de berbigão nas águas turbulentas", conforme descrito pelo Fall River Daily Evening News. Uma das duas amarras ' Ethel Swift quebrou, resultando em um naufrágio na costa ocidental da baía. A tripulação da escuna de quatro pessoas foi resgatada com segurança. Mais acima na baía, três navios foram destruídos na Ilha Prudence.  Uma corrida de iates marcada para 21 de agosto em torno de Newport foi adiada por causa do mau tempo. Cerca de 17 cabines de alarme de incêndio em Charlestown, Rhode Island, ficaram inoperantes, então os bombeiros tiveram que patrulhar a cidade continuamente durante a noite de 20 a 21 de agosto.

### Canadá
Embora enfraquecido, o ciclone atingiu as províncias atlânticas do Canadá. Escrevendo para a Cape Breton's Magazine, Michael L. MacDonald escreveu que foi "uma das tempestades marinhas mais notórias da história da Nova Escócia". Lá, a tempestade passou a ser conhecida como o "Segundo Grande vendaval de agosto", em referência a um furacão catastrófico em agosto de 1837. Ao longo das Marítimas, dezenas de grandes navios foram encalhados ou destruídos. Sinais de alerta foram içados na Nova Escócia na noite de 20 de agosto e finalmente baixados perto do meio-dia de 22 de agosto.
Em Halifax, a chuva e o vento começaram no início da tarde de 21 de agosto e aumentaram de intensidade durante a noite. A cidade mergulhou na escuridão e foi isolada do mundo exterior quando a eletricidade e os fios de comunicação caíram. Linhas de energia cortadas provocaram pequenos incêndios e representaram um perigo para a segurança pública; uma jovem foi eletrocutada e morta por um fio elétrico, e outras duas pessoas receberam choques não fatais enquanto tentavam recuperar seu corpo. Parques, jardins públicos e cemitérios em toda a cidade sofreram grandes danos, com muitas árvores de grande porte destruídas. Muitos navios e barcos naufragaram ou foram jogados em terra no porto de Halifax. Em um exemplo, depois de colidir com um cais e ser atingido por dois chatas, carga de escuna Jane R. ' cal inchou com o afluxo da água do mar de tal forma que o navio se abriram. Árvores foram arrancadas e chaminés derrubadas em Liverpool. A tempestade foi menos severa em Yarmouth, no extremo oeste da província, mas ainda destruiu ruas e derrubou árvores.  Os ventos danificaram árvores, cercas e alguns edifícios em Amherst, e achataram as plantações na zona rural circundante.  No condado de Cumberland, a ponte Palmerston sobre a parte superior do porto de Pugwash foi seriamente danificada e duas barcas foram lançadas em terra em Northport.  Várias escunas naufragaram ao longo da costa de Cape Breton ;  em Ingonish, dois navios ficaram encalhados na costa e seis barcos de pesca foram à deriva para o mar. Moradores da comunidade rural fugiram de suas casas no auge da tempestade para buscar abrigo nos vales próximos.
Tarde da noite de 21 de agosto, o navio a vapor Dorcas, com a barcaça Etta Stewart a reboque, naufragou no recife notoriamente perigoso em torno da Ilha Shut-In, perto da entrada do Porto Three Fathom. Ambos os navios foram carregados com carvão na rota de Sydney para Halifax. É provável que a barcaça tenha afundado no mar agitado, tornando impossível a direção e fazendo com que ambos os navios derivem inexoravelmente em direção à costa com os fortes ventos do sul.  Após bater nas pedras, o navio capotou, perdendo o motor, as caldeiras e a carga, e foi parar invertido na praia. A barcaça quebrou, enchendo a costa com vigas.   Todos os tripulantes e passageiros, totalizando 24 pessoas, morreram: Dorcas carregava uma tripulação de 10, mais a esposa grávida do engenheiro-chefe e 4 filhos sob seus cuidados, enquanto 8 tripulantes e um passageiro estavam na Etta Stewart. Todos os corpos, exceto um, foram recuperados. A pequena comunidade de Louisbourg, onde vivem 16 das vítimas e muitas de suas famílias, ficou cambaleando e um raro inquérito governamental sobre o desastre foi aberto; concluiu que o naufrágio estava fora do controle do Capitão Angus Ferguson de Dorcas, que "sacrificou sua própria vida em seu esforço para salvar os que estavam a bordo dos dois navios". O comissário do inquérito reconheceu que liberar a barcaça pode ter aumentado a chance de sobrevivência para a tripulação e passageiros da Dorcas, mas descartou isso como uma opção viável:
Citação: 
Apesar da tragédia na Ilha Shut-In, a perda de vidas na Nova Escócia foi considerada baixa em relação ao grande número de naufrágios.
Danos extensos por tempestades, incluindo árvores derrubadas e fios de telégrafo, celeiros desmoronados e navios afundados ao longo da costa, foram relatados em partes de New Brunswick. No Ponto Escuminac, os ventos sopraram de 97 to 100 km/h (60 to 62 mph) durante três horas e muitos barcos de pesca foram lançados em terra. Uma situação semelhante se apresentou mais ao norte, em Shippagan. O ciclone cortou as comunicações entre a Ilha do Príncipe Eduardo e o continente e infligiu danos generalizados à província. As ruas da capital Charlottetown estavam repletas de galhos de árvores caídos; nos setores rurais, os celeiros foram destruídos. Um trecho do quebra-mar em Souris foi destruído.  Os barcos de pesca em Tignish foram destruídos.  Em Percé, na ponta oriental da Península de Gaspé em Quebec, 14 navios de pesca foram destruídos.  Os remanescentes extratropicais do ciclone continuaram a produzir fortes ventos sobre Newfoundland, arruinando colheitas e danificando casas que estavam em construção. O naufrágio de um barco em Trinity Bay resultou na morte por afogamento de dois homens, incluindo o membro da Assembleia Geral de Newfoundland, David C. Webber. St. John's relatou fortes ventos que derrubaram árvores.